# جورج تاديو لوزانو
جورج تاديو لوزانو (بالإسبانية: Jorge Tadeo Lozano)‏ (و. 1771 – 1816 م)هو سياسي، وكيميائي من كولومبيا . ولد في بوغوتا .
توفي في بوغوتا .بسبب إعدام رميا بالرصاص .